# Kia Abdullah
Kia Abdullah, född 17 maj 1982 i London, är en brittisk författare och skribent. Hon har skrivit för publikationer som The New York Times, The Guardian och The Telegraph. 2006 författade hon boken Life, Love and Assimilation, tre år senare den psykologiska thrillern Child's Play. 2019 publicerades hennes första kriminalroman av hittills (2024) fyra.

## Biografi
Abdullah, vars släkt har rötterna i Bangladesh, växte upp som ett av åtta syskon (varav sex systrar) i området Tower Hamlets i London. Under barndomen var hon den mest viljestarka och "rebelliska" av systrarna. Hon utexaminerades 2003 från Queen Mary University of London, som den första i syskonskaran.
Efter universitetet arbetade Abdullah i tre års tid i IT-branschen. Hon lämnade branschen och accepterade en hälften så hög lön för att få möjlighet att arbeta inom ett skrivande yrke. Redan 2007 började hon arbeta som skribent för The Guardian, och hon tog senare anställning på tidningen Asian Woman. Hon arbetade länge som skribent för en del olika publikationer och startade bloggen Atlas & Boots 2014.
Parallellt började Abdullah författa böcker. 2006 skrev hon sin första roman, Life, Love and Assimilation, inspirerad av hennes egna livserfarenheter. Boken skildrar livet för en ung kvinna med asiatiskt ursprung som växer upp i London, med de utmaningar det innebär att samtidigt leva i två kulturer. Tre år senare kom Child's Play, en psykologisk thriller med pedofiler och pedofiljägare. Båda hennes tidiga romaner har kvinnliga huvudfigurer med psykogiska brister, och böckerna kretsar delvis kring lockelsen till det mörka.
2019 debuterade Abdullah inom den bredare deckargenren. Hennes första roman, Take it Back, utsågs av The Guardian, The Telegraph och The Sunday Times till den bästa eller en av de bästa kriminalromanerna 2019. Året efter publicerades hennes andra roman, Truth be Told, och 2021 kom Next of Kin. Hennes fjärde roman, Those People Next Door, släpptes 2023. Böckerna ägnar stor plats åt rättegångsskildringar.